# Algemene bijstandswet
De Algemene bijstandswet (Abw) was een Nederlandse wet, die op 1 januari 1965 werd ingevoerd onder verantwoordelijkheid van de toenmalige minister van CRM Marga Klompé. De vaststelling van de wet vond al – ruim voor de invoeringsdatum – in 1963 plaats en regelde de bijstand in Nederland. Dit houdt in dat er in de wet staat wie hoeveel hulp krijgt per situatie. Per 1 januari 1996 werd de ingrijpend gewijzigde en heringerichte algemene bijstandswet (Abw) van kracht.
Deze Abw is op 1 januari 2004 ingetrokken en vervangen door de Wet werk en bijstand. Op 1 januari 2015 is de Wet werk en bijstand gewijzigd - tegelijk met de Wet op de sociale werkvoorziening en de Wet werk en arbeidsondersteuning  jonggehandicapten (Wajong) - en omgedoopt tot Participatiewet.

## Armenzorg
De Algemene bijstandswet kwam in de plaats van de Armenwet die dateerde van 1854 en in 1912 slechts iets was aangepast. Met de Abw kwam het primaat van de armenzorg bij de overheid te liggen. Voorheen waren de kerken en particuliere instellingen hoofdverantwoordelijk voor de armenzorg. Dat gebeurde op basis van liefdadigheid. Vanaf 1965 was bijstand een recht. Toen in de loop van de jaren 1980 de hoogte van de bijstand achterbleef bij de kosten van levensonderhoud, nam de bemoeienis van derden met de armenzorg weer toe. In 1987 richtte de Raad van Kerken de werkgroep Arme kant van Nederland op, met als doelstelling aandacht te vragen voor de armoedeproblematiek. Vanaf het begin van de 21e eeuw zijn door diverse kerken en particuliere instellingen plaatselijk voedselbanken ingesteld. In 2006 werd geschat dat 8000 huishoudens gebruikmaken van voedselbanken. In 2023 is dat aantal opgelopen tot 38.000. 

## Toeslagen
Vanwege de naar verhouding hogere kosten van levensonderhoud kregen alleenstaanden een toeslag zodat zij 70% van de bijstand voor een stel ontvingen. Later werd een aparte toeslag voor alleenstaande ouders ingevoerd ter hoogte van 90% van het bijstandsniveau van een stel.

## Middelentoets
Het recht op bijstand volgens de Algemene bijstandswet was onderworpen aan een middelentoets. Daarbij werd behalve naar het inkomen ook naar het vermogen van de aanvragers gekeken. Slechts een klein bedrag aan spaargeld bleef daarbij buiten beschouwing. Bezitters van een eigen woning met (beperkte) overwaarde konden een lening afsluiten. De controle nam in de loop der jaren toe waarbij onder meer via huisbezoeken werd nagegaan of men niet samenwoonde.

## Afschaffen ABW
Sinds 1 januari 1996 is de ABW vervangen door de Algemene bijstandswet (met een kleine b), voluit Wet van 12 april 1995, houdende herinrichting van de Algemene Bijstandswet. De Invoeringswet herinrichting Algemene Bijstandswet bepaalde dat de Algemene Bijstandswet (met een grote B) werd ingetrokken. In de acht jaar dat de nieuwe wet van kracht is geweest is deze 61 keer gewijzigd. Op 1 januari 2004 is deze wet vervangen door de Wet werk en bijstand (Stb. 2003, 375).